# Долина (Полтавська міська громада)
Доли́на — село в Україні, у Полтавській міській громаді Полтавського району Полтавської області. Населення становить 76 осіб. До 2020 орган місцевого самоврядування — Чорноглазівська сільська рада.

## Географія
Село Долина знаходиться на відстані 1 км від сіл Трирогове, Чорноглазівка та Байрак. По селу протікає пересихаючий струмок з загатою.

## Історія
12 червня 2020 року, відповідно до розпорядження Кабінету Міністрів України № 721-р «Про визначення адміністративних центрів та затвердження територій територіальних громад Полтавської області», село увійшло до складу Полтавської міської громади.
19 липня 2020 року, в результаті адміністративно - територіальної реформи та ліквідації Полтавського району (1925—2020), село увійшло до складу новоутвореного Полтавського району.

## Відомі люди
- Стороженко Павло Сергійович — український прозаїк, поет-пародист, перекладач.